# Magestick

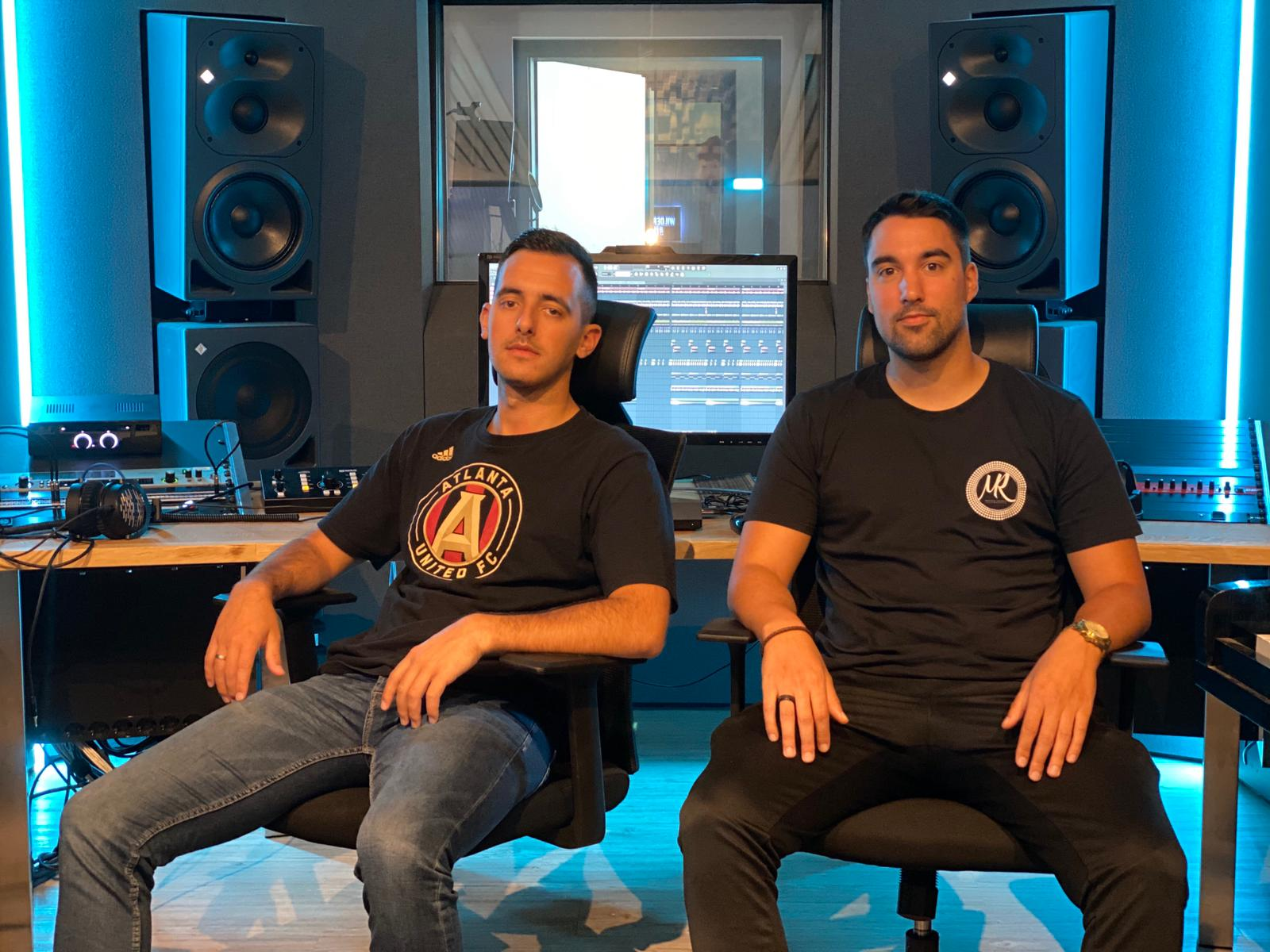
Magestick (2020)

Magestick ist ein luxemburgisches Musikproduzenten-Duo, das aus David Veiga und Andre Neves besteht. Letztgenannter tritt in diesem Rahmen unter dem Pseudonym André Sevn in Erscheinung. Seit 2020 stehen die beiden Musiker bei Sony/ATV Music Publishing und Peak Nice unter Vertrag.

## Werdegang

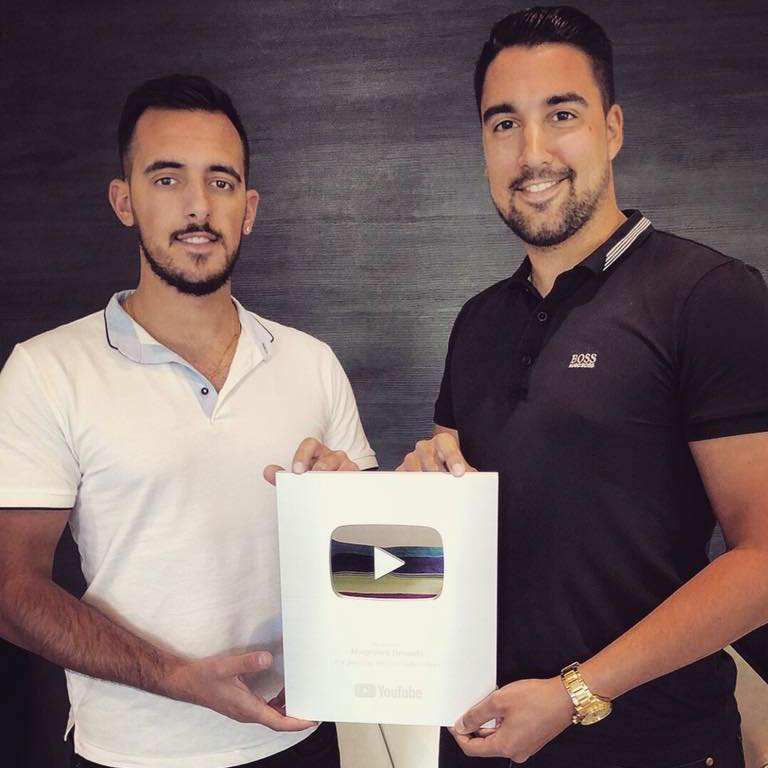
100.000 Abonnenten für den YouTube-Kanal „Magestick Records“

David Veiga und André Sevn wuchsen mit der Musik von Rappern wie Bushido und Booba auf. 2013 gründeten sie ihren YouTube-Kanal Magestick Records, über den sie seitdem mehr als 300 Produktionen aus unterschiedlichen Stilrichtungen präsentierten. Insbesondere ihr Instrumental-Stück One Last Time erfuhr 2015 große Aufmerksamkeit und generierte innerhalb von fünf Jahren mehr als 12 Millionen Aufrufe. Neben YouTube nutzte das Duo auch für die Plattform BeatStars, um ihre Musik vorzustellen. 2018 produzierte Magestick einen Großteil von MC Bilals zweitem Album Herzblut. David Veiga tritt auf den Songs Ich bin nicht wie du und Für immer zudem als Gastsänger in Erscheinung. Mit Bruder und LaLaLaLa ist auch André Sevn auf zwei Stücken zu hören. Herzblut erreichte Platz 3 der deutschen Album-Charts. Um ihre Einnahmen aus Streams und den Verkauf von Instrumentals besser verwalten zu können, gründeten Veiga und Sevn im selben Jahr das Unternehmen Magestick Records.
Ab 2019 begannen die Luxemburger eigene rein instrumentale Alben zu veröffentlichen. So erschienen Saddest Beats, Dark Stories, Broken Pieces, Most Wanted und Broken über Magestick Records. Ende des Jahres waren sie an den Veröffentlichungen einiger US-amerikanischer Rapper als Produzenten beteiligt. Mit High Tolerance waren sie auf dem Album Family over everything von Lil Durk zu hören. Für die EP Cottonwood von NLE Choppa produzierten sie das Stück Untold. 2020 arbeitete das Duo erneut mit MC Bilal zusammen. Für dessen Zeitlose Emotionen Mixtape steuerten sie das Instrumental zu Ein Teil von mir bei. Es folgten mehrere Singles für Künstler von Massivs Label Qualität’er Music. So erschienen Musikvideos zu Laternen am Block von Dahab und Ramo sowie Immer noch Knast von Dahab und Kilomatik. Gemeinsam mit Jumpa und Palazzo waren die Luxemburger auch für die Single Screenshots des Rappers Payy verantwortlich. Für Vegas Album Locke produzierten sie die Single Burberry. Mit Skyline, Tragedy und Number One veröffentlichte das Duo zudem drei weitere Produzenten-Alben.
Ende Juli 2020 unterschrieb Magestick einen Verlagsvertrag Sony/ATV Music Publishing sowie beim Co-Verlag Peak Nice von Jumpa und Richard Huth. Niklas Tholen, A&R Manager des Verlags, lobte in diesem Rahmen vor allem die „unheimlich große Bandbreite an Einflüssen“ in den Produktionen des Duos. Im September produzierte das Duo gemeinsam mit Jumpa die Single Berlin lebt immer noch von Capital Bra.

## Diskografie
| Veröffentlichung | Titel           | Label             | Cover |      |               |                   |  |
| ---------------- | --------------- | ----------------- | ----- | ---- | ------------- | ----------------- |  |
| Veröffentlichung | Titel           | Label             | Cover | 2019 | Saddest Beats | Magestick Records |  |
| 2019             | Darkest Stories | Magestick Records |       |      |               |                   |  |
| 2019             | Broken Pieces   | Magestick Records |       |      |               |                   |  |
| 2019             | Most Wanted     | Magestick Records |       |      |               |                   |  |
| 2019             | Broken          | Magestick Records |       |      |               |                   |  |
| 2020             | Skyline         | Magestick Records |       |      |               |                   |  |
| 2020             | Tragedy         | Magestick Records |       |      |               |                   |  |
| 2020             | Number One      | Magestick Records |       |      |               |                   |  |